# District de Hellersdorf
Le district de Hellersdorf est l'une des anciennes subdivision administratives de Berlin créée en 1986 avec les quartiers est du District de Marzahn qui faisait alors partie du secteur d'occupation soviétique de Berlin-Est, qui correspondait alors aux actuels quartiers de :
- 1002 Hellersdorf
- 1003 Kaulsdorf
- 1004 Mahlsdorf

Lors de la réforme de 2001, ce district et celui de Marzahn seront de nouveau regroupés pour former l'arrondissement de Marzahn-Hellersdorf.